# 冷泉為満
冷泉 為満（れいぜい ためみつ）は、安土桃山時代から江戸時代初期にかけての公卿・歌人。権中納言・冷泉為益の子。官位は正三位・権大納言。上冷泉家9代当主。

## 経歴
天正13年（1585年）に、山科言経・四条隆昌と共に突然勅勘を被り、京都を出奔した。その後、為満の妹が本願寺の門主・顕如光佐の次男興正寺顕尊の室であった縁を頼り、言経・隆昌と共に本願寺に身を寄せていた。
為満不在の上冷泉家は断絶したものとみなされ、中山親綱の子を立てて為親と名乗らせ、当主とする措置がとられた。慶長3年（1599年）に為満が勅勘を解除されると、為親は冷泉家当主の地位を失ったが、新しい堂上家を創立することが許された。これが後の今城家である。
文禄5年（1596年）の慶長伏見地震では妻を亡くした。
元和5年（1619年）、薨去。享年61。

## 系譜
- 父：冷泉為益（1516-1570）
- 母：中殿（?-1583） - 不詳
- 妻：不詳
  - 子：不詳
- 妻：並河寄庵女 - 天正15年9月5日に結婚、天正16年5月14,5日に離婚
- 妻：津守国繁女 - 母は福照院、天正16年閏5月21日に結婚、慶長1年閏7月12日夜の大地震で死去、享年24
  - 男子：為頼（1592-1627） - 左中将従三位
  - 男子：藤谷為賢（1593-1653） - 藤谷家
  - 女子 - 早世
- 妻：加藤光泰女 - 加藤貞泰姉、慶長4年8月20日に結婚、慶長12年4月5日に離婚
  - 男子：千世菊丸（千代菊丸） - 成人したかどうかは不明
- 生母不明の子女
  - 男子：信遍（1606-1666） - 広橋兼勝猶子、仁和寺菩提院大僧正法務長者
  - 女子：鷹司教平側室
  - 女子：綾小路高有側室
- 養子
  - 男子：為親（1575-1610） - 中山親綱の次男